# Chionea (Chionea) valga
Chionea (Chionea) valga is een tweevleugelige uit de familie steltmuggen (Limoniidae). De soort komt voor in het Nearctisch gebied.